# Вашингтон (окръг, Тенеси)
Вижте пояснителната страница за други населени места с името Вашингтон.
Окръг Вашингтон (на английски: Washington County) е окръг в щата Тенеси, Съединени американски щати. Площта му е 855 km², а населението – 107 198 души (2000). Административен център е град Джоунсбъро.